# Enis Bunjaki
Enis Bunjaki (Offenbach am Main, 17 oktober 1997) is een Duits-Kosovaars voetballer die als aanvaller speelt. Hij is een voormalig profvoetballer en speelt tegenwoordig op amateurniveau.

## Loopbaan
In 2014 kwam Bunjaki twee keer als invaller uit in een oefenwedstrijd van Kosovo, dat op dat moment nog niet officieel FIFA-lid was. Zijn debuut maakte hij op 25 mei 2014 in een wedstrijd tegen Senegal. Naast de twee interlands speelde hij eveneens in 2014 in een officieuze wedstrijd van Kosovo tegen de Zwitserse club FC Wil.
In november 2014 kwam hij voor het eerst uit voor Duitsland onder 18. In de daaropvolgende jaren werd hij ook opgeroepen voor Duitsland onder 19 en Duitsland onder 20.
Bij Eintracht Frankfurt brak Bunjaki niet door. Hij behoorde vanaf seizoen 2015/16 tot de eerste selectie, maar kwam niet tot wedstrijden en liet zijn contract in januari 2017 ontbinden. Kort daarop tekende hij een contract voor een half jaar bij FC Twente.
Op 5 februari 2017 maakte hij zijn debuut voor Twente in een wedstrijd tegen Feyenoord. Hij viel in de 85e minuut in voor Dylan Seys. Hij viel nog drie keer in en speelde in totaal 33 minuten voor FC Twente. Zijn contract werd aan het einde van het seizoen niet verlengd.
Nadat hij een jaar niet gespeeld had, speelde Bunjaki in het seizoen 2018/19 voor TSV Eintracht Stadtallendorf waarmee hij uit de Regionalliga Südwest degradeerde. Hierna ging hij naar SC Hessen Dreieich dat uitkomt in de Hessenliga.

## Statistieken
| Seizoen         | Club                     | Competitie           | Competitie | Competitie | Beker | Beker | Internationaal | Internationaal | Totaal | Totaal |
| Seizoen         | Club                     | Competitie           | Wed.       | Dlp.       | Wed.  | Dlp.  | Wed.           | Dlp.           | Wed.   | Dlp.   |
| --------------- | ------------------------ | -------------------- | ---------- | ---------- | ----- | ----- | -------------- | -------------- | ------ | ------ |
| 2016/17         | Eintracht Frankfurt      | Bundesliga           | 0          | 0          | 0     | 0     | -              | -              | 0      | 0      |
| 2016/17         | FC Twente                | Eredivisie           | 4          | 0          | 0     | 0     | 0              | 0              | 4      | 0      |
| 2018/19         | Eintracht Stadtallendorf | Regionalliga Südwest | 5          | 0          | 0     | 0     | 0              | 0              | 5      | 0      |
| Carrière totaal | Carrière totaal          | Carrière totaal      | 9          | 0          | 0     | 0     | 0              | 0              | 9      | 0      |

Bijgewerkt t/m 23 juli 2021.